# Giuseppe Giosafatti
Giuseppe Giosafatti (Ascoli Piceno, 1643 – Ascoli Piceno, 1730) è stato uno scultore italiano.

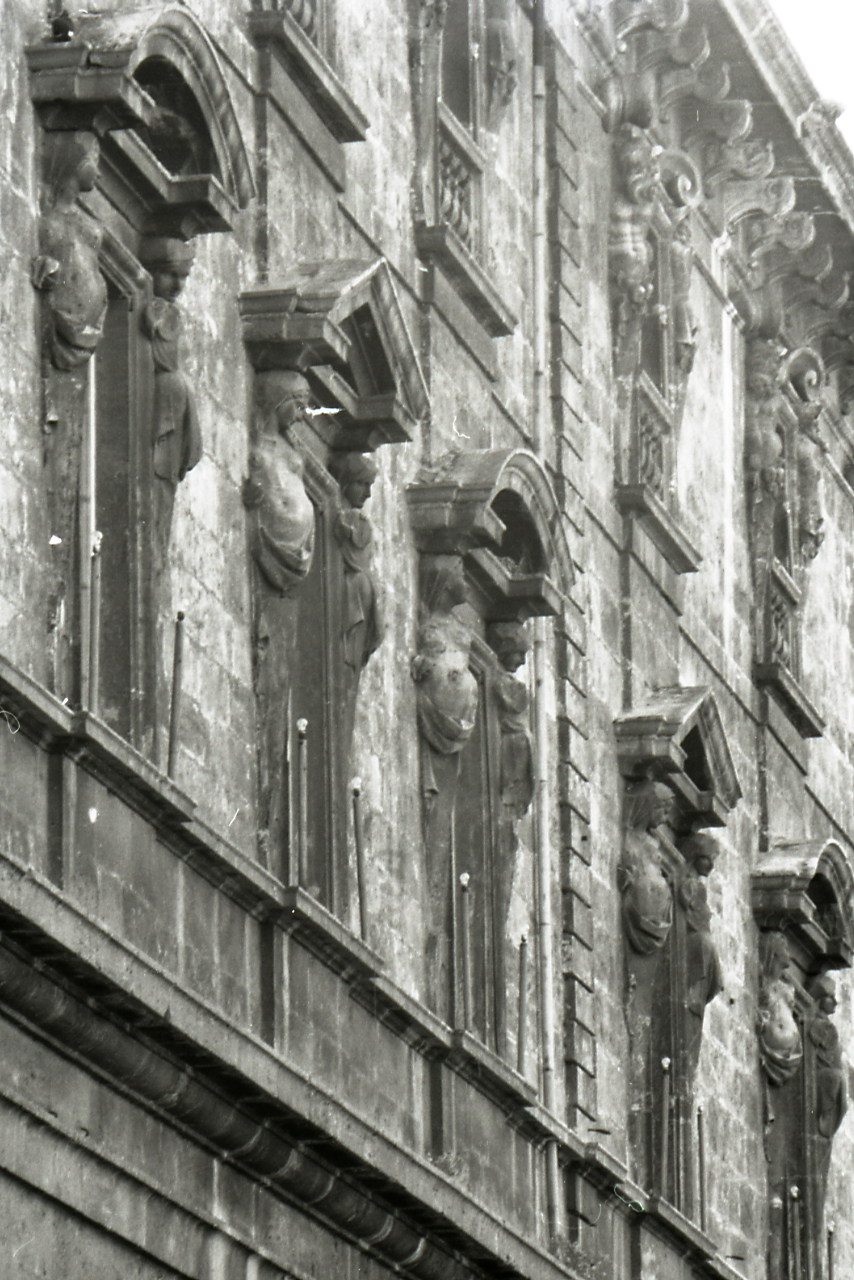
decorazione del Palazzo dell'Arengo di Ascoli Piceno

Figlio del mastro scalpellino di origini veneziane Silvio, cugino dello scultore berniniano Lazzaro Morelli, si formò a Roma fra il 1659 e il 1666 nei cantieri di Bernini: dapprima in quello del Colonnato della piazza, al quale era stato chiamato Silvio a realizzare otto colonne, e poi in particolare nella lavorazione della Cattedra di San Pietro. Tornato nel 1666 in Ascoli, lavorò anche per importanti committenti forestieri, fra cui il duca di Atri. Realizzò, generalmente su suo disegno, altari marmorei e lapidei, decorazioni di cappelle, monumenti sepolcrali, busti-ritratto, camini monumentali e riforme di facciate di palazzi; fu anche architetto municipale. 
Tra le sue opere architettoniche, vanno ricordate, su progetto del romano Carlo Rainaldi le facciate in travertino delle chiese conventuali dell'Angelo Custode (incompiuta) e di Santa Maria del Carmine. Nel 1679 avviò col fratello maggiore Antonio (morto verso il 1683) l'elaborazione del rivestimento esterno in travertino del Palazzo dell'Arengo di Ascoli Piceno, ricostruito su un progetto del 1610 di Giovanni Battista Cavagna, in buona parte riformato da Giuseppe, specie, a partire dalla fine del secolo, nella grandiosa facciata principale, ornata di erme ("termini") nei due ordini di finestre. Negli stessi anni avvia la realizzazione dei monumentali altari nella chiesa domenicana di San Pietro Martire, sulla base di modelli sperimentati già dal padre Silvio negli altari del Carmine venti anni prima.
Ai primi del secolo successivo risale l'intervento di rimaneggiamento operato nella parte centrale della cripta di Sant'Emidio, voluto dal Consiglio dei Cento e della Pace cittadino, per onorare il Santo Patrono della città, che aveva risparmiato la città dai sismi del 1703, che ebbero come effetto anche un ulteriore sviluppo del culto in suo onore in innumerevoli città italiane ed europee, che richiesero le reliquie del Santo alla città. In sostituzione delle colonne antiche in travertino colloca colonne binate e quadruplicate in marmo rosso di Verona, in allusione al sangue del martire Emidio, sorreggenti volte più alte rispetto a quelle romaniche, in previsione della collocazione di un gruppo scultoreo realizzato dal figlio Lazzaro quasi trent'anni dopo.
Al terremoto dell'inizio del secolo è legata anche un'altra sua notevole opera, ossia la facciata del tempietto di Sant'Emidio alle Grotte, nell'area delle catacombe dei primi cristiani e luogo della primitiva sepoltura del Santo. splendidamente ambientata ai margini della città presso le Grotte di Sant'Ilario, ispirata all'esterno della chiesa romana di Santa Maria della Pace di Pietro da Cortona.
La sua attività viene proseguita dal figlio Lazzaro (1694 - 1781), scultore di formazione rusconiana e architetto, che appare come collaboratore del padre nelle sue ultime opere (come ad esempio l'Altare della Madonna del Rosario in San Pietro Martire), fu rilevante e prolifico artista della seconda fase del Barocco ascolano.